# Dura (canción)
«Dura» es una canción del puertorriqueño Daddy Yankee, perteneciente a su álbum El Disco Duro. Se estrenó el 18 de enero de 2018 bajo su sello El Cartel Records. Fue producida por Daddy Yankee y el dúo Urba & Rome.

## Video musical
El video fue filmado en Los Ángeles, y estuvo dirigido por el puertorriqueño Carlos Perez, fue estrenado por televisión el 30 de noviembre de 2017 y fue subido en el canal de YouTube del cantante el 18 de enero de 2018. El director había trabajado anteriormente con Yankee en videos como Gasolina (2004), Rompe (2006) y en Despacito (2017).
Según un comunicado de prensa de la agencia de noticias española EFE, el clip "intenta proyectar sobre las mejores imágenes de moda, un estilo de baile individualista y personalidades bellas y sinceras".
En 2 semanas llegó a los 60 millones de vistas
En tres semanas llegó al puesto #1 en los videos virales de YouTube. y también en ITunes y también superó los 120 millones de vistas.
Además, el intérprete afirmó que en el video de “Dura” quiso "utilizar los colores brillantes que predominaron en la era de los 80’s y principio de los 90’s. Junto a la stylist y el director del video quiso recrear esa época y buscar además el contraste con las tendencias de moda de hoy".
El video llegó a las 365 millones de visualizaciones en 1 mes (40 días).
En julio de 2018, este video fue nominado a un premio MTV Video Music Award.

## Producción
Daddy Yankee escribió en una publicación de Instagram que "el mundo moderno y retro chocan en una canción" y que fue inspirado por sus influencias musicales desde el comienzo de su carrera, mencionando a Jamaica, Panamá y Puerto Rico.

## Recepción comercial
El tema fue bien por la crítica y sus seguidores gracias a su ritmo pegajoso. El Latin Airplay Artist de 2017 de Billboards describe a “Dura” como una canción divertida, que se siente bien y que incluye sonidos de reggae de la vieja escuela y se funde con la influencia musical actual.
En los Estados Unidos, el sencillo alcanzó el puesto número cinco en la lista Hot Latin Songs el 21 de diciembre de 2017, convirtiéndose en el 23° Top Ten Entry de Daddy Yankee. La canción también alcanzó su punto máximo en el número 81 en el Billboard Hot 100 el 17 de febrero de 2018, convirtiéndose en su novena entrada y el séptimo pico más alto en la tabla. También alcanzó el puesto número dos en las Latin Songs de Estados Unidos, en el número seis en las Latin Streaming Songs de Estados Unidos, y en el número 18 en las listas de Latin Broadplay de Estados Unidos.
A nivel internacional, la canción encabezó las listas de República Dominicana, El Salvador, Honduras, Nicaragua y Panamá, y alcanzó el top 10 en Argentina, Bolivia, Chile, Colombia, Costa Rica, Ecuador, Guatemala, Paraguay, Perú, España, Uruguay, y Venezuela
Un informe de Monitor Latino, afirmó que es la canción más escuchada en 18 países, con presencia en México, Estados Unidos, Colombia, República Dominicana, Guatemala y Panamá, agrupa la suma total de todas las reproducciones de radio en América Latina y en el mercado hispano de Estados Unidos.

### Dura Challenge
Tras el éxito de la canción, se hizo viral un reto por todas las redes llamado "Dura Challenge", que trata de bailar el tema, y los más resaltante son subidos por Daddy Yankee a sus redes. Incluso artistas famosos se unieron a este reto, y también publicaron sus bailes
Actualmente, tiene más de 82,000 videos en la red social de Instagram.

## Créditos
Créditos adaptados de Tidal.
- Raymond Ayala – escritor
- Urbani Mota – productor, escritor
- Juan Rivera – remezclador, escritor
- Luis Romero – productor

## Remix
Durante una presentación en vivo durante los Premios Billboard 2018 se presentó una versión remezcla, esta vez con la colaboración con Bad Bunny, Becky G y Natti Natasha. El tema se publicó oficialmente el 27 de abril de 2018.

## Parodias culturales
- Dura (Los Simpson) fue publicado en 2018-2019 en YouTube.
- BASURA (Hassam) fue publicada en 2018 en Youtube. [20]

## Posicionamientos en listas

### Semanal
| País                 | Chart (2017)             | Lista           | Mejor posición |
| -------------------- | ------------------------ | --------------- | -------------- |
| Alemania             | GfK Entertainment Charts | Top Single      | 61             |
| Argentina            | Monitor Latino           | Top General     | 2              |
| Argentina            | Monitor Latino           | Top Latino      | 2              |
| Bolivia              | Monitor Latino           | Top General     | 1              |
| Canadá               | Billboard                | Hot 100         | 77             |
| Chile                | Monitor Latino           | Top General     | 2              |
| Colombia             | Monitor Latino           | Top General     | 1              |
| Colombia             | National Report          | Top 100         | 5              |
| Costa Rica           | Monitor Latino           | Top General     | 6              |
| República Dominicana | Monitor Latino           | Top General     | 1              |
| Ecuador              | Monitor Latino           | Top General     | 1              |
| Ecuador              | National Report          | Top 100         | 16             |
| El Salvador          | Monitor Latino           | Top General     | 1              |
| Estados Unidos       | Billboard                | Hot 100         | 50             |
| Estados Unidos       | Billboard                | Hot Latin Songs | 2              |
| Francia              | SNEP                     | Top Singles     | 83             |
| Guatemala            | Monitor Latino           | Top General     | 1              |
| Honduras             | Monitor Latino           | Top General     | 1              |
| Italia               | FIMI                     | Top Singoli     | 21             |
| Nicaragua            | Monitor Latino           | Top General     | 1              |
| México               | Monitor Latino           | Top General     | 3              |
| Panamá               | Monitor Latino           | Top General     | 1              |
| Paraguay             | Monitor Latino           | Top General     | 1              |
| Perú                 | Monitor Latino           | Top General     | 1              |
| España               | PROMUSICAE               | Top 100         | 1              |
| Suecia               | Sverigetopplistan        | Top General     | 4              |
| Suiza                | Schweizer Hitparade      | Top General     | 47             |
| Uruguay              | Monitor Latino           | Top General     | 6              |

### Mensual
| País      | Chart (2017)    | Lista       | Mejor posición |
| --------- | --------------- | ----------- | -------------- |
| Venezuela | National Report | Top General | 72             |

## Certificaciones
| País (organismo certificador) | Certificación | Ventas    |
| ----------------------------- | ------------- | --------- |
| España (PROMUSICAE)           | 4× Platino    | 160.000   |
| Estados Unidos (RIAA)         | 21× Platino   | 1.260.000 |
| Italia (FIMI)                 | Platino       | 50.000    |
| México (AMPROFON)             | 2× Platino    | 120.000   |